# شنیتسل وینی

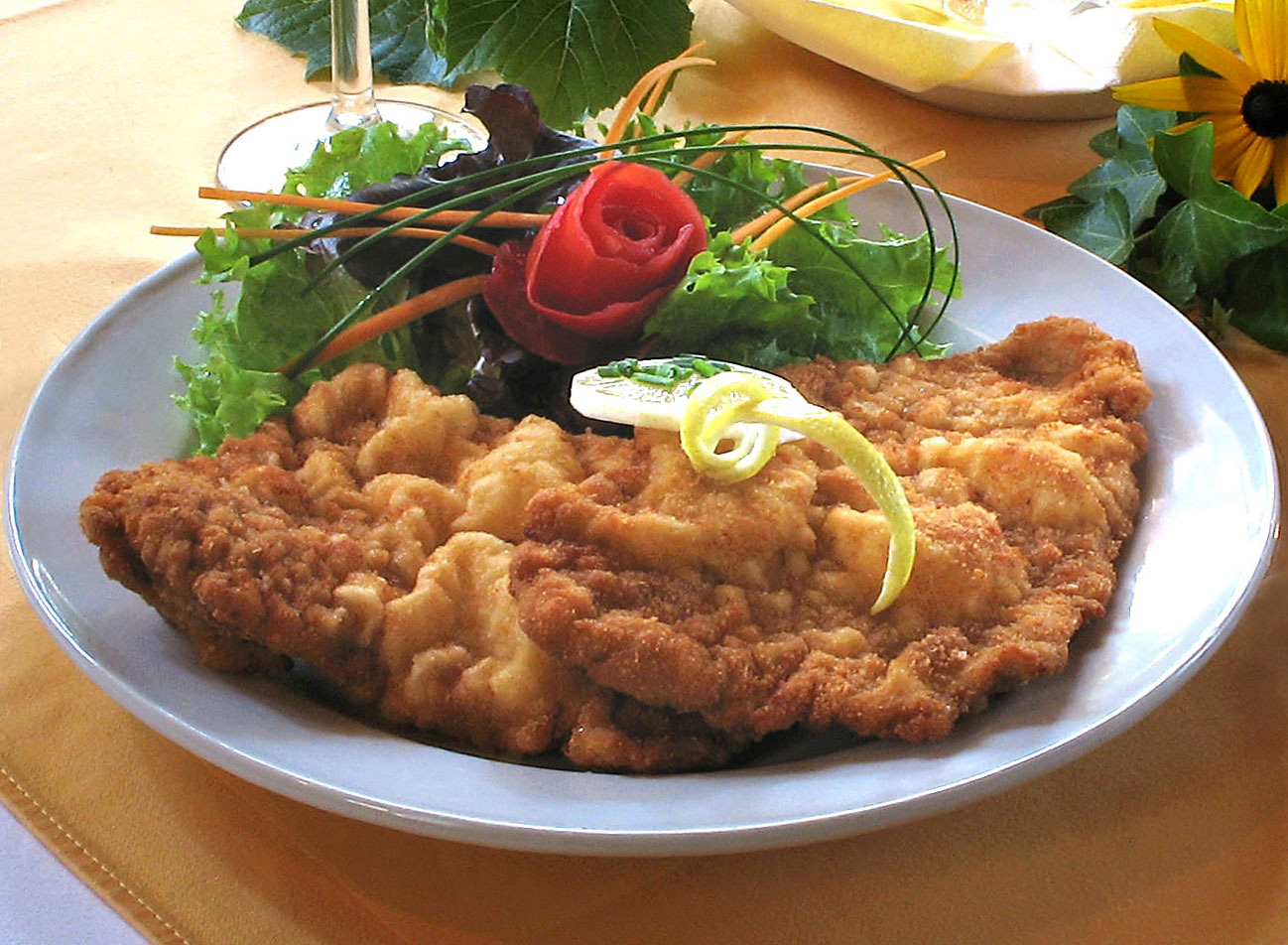
شنیتسل وینی

شنیتسل وینی (به آلمانی: Wiener Schnitzel) نام یکی از غذاهای سنتی شهر وین اتریش است. این غذا معمولاً از گوشت کوبیده شده، آرد، تخم مرغ و آرد سوخاری تهیه و در روغن سرخ می‌شود. در تهیه شنیتسل در کشورهای مختلف از گوشت‌هایی همچون گوسفند، گوزن، مرغ، خوک، گوساله، گاو و بوقلمون استفاده می‌شود. این غذا شباهت بسیار نزدیکی با غذای فرانسوی اسکالوب دارد.
نام شنیتسل یک نام آلمانی میانه است و برای اولین بار در سال ۱۸۴۵ برای این نوع غذا استفاده شده‌است.